# ياغا وماكي
ياغا وماكي (Yaga & Mackie)  هما ثنائي موسيقي للريغيتون من بورتوريكو شكل في عام 2001. يتكون الثنائي من خافيير أنطونيو «ياغا» مارتينيز،17 ولويس «ماكي» بيزارو،18. أعلن الثنائي انفصالهما بعد جولة وداع في عام 2014، مع عودة رسمية في أوائل عام 2020.